# Cirdir (filho de Artabano)
Cirdir filho de Artabano (em persa médio: Kerdīr Ardawān; em parta: Kerdīr Ardaβān; em grego clássico: Κιρδειρ Ιρδουαν, Kirdeir Irdouan) foi dignitário persa do século III, ativo no reinado do xá Sapor I (r. 240–270). É conhecido apenas a partir da inscrição Feitos do Divino Sapor de acordo com a qual era filho de certo Artabano. Aparece na lista de dignitários da corte na sexagésima primeira posição dentre os 67 dignitários.